# Jazz in Me
Jazz in me è un album di Rossana Casale, pubblicato dalla Compagnia Generale del Disco nel 1994.

## Tracce
1. Every Time we say Good-bye – 5:21 (Porter; edizioni musicali Chappel)
2. Good Morning Heartache – 5:05 (Fisher, Drake, Higgin Botham; edizioni musicali M.C.A. Music)
3. Don't Explain – 5:05 (Holiday; edizioni musicali M.C.A. Music)
4. My One and Only Love – 7:27 (Wood; edizioni musicali Meapolis EMI Music)
5. Just Friends – 5:08 (Klenner; edizioni musicali EMI Music)
6. How Long has this Been Going on – 5:29 (Gershwin; edizioni musicali Warner Bros.)
7. My Funny Valentine – 1:57 (Rodgers e Heart; edizioni musicali Chappel)
8. Summertime – 7:05 (Gershwin; edizioni musicali Chappel)
9. You don't Know What Love Is – 5:29 (Raye e De Paul; edizioni musicali M.C.A. Music)
10. But Not for Me – 2:07 (Gershwin; edizioni musicali Warner Bros.)
11. Blue Monk – 9:34 (Monk; edizioni musicali Orchestral Music)

## Formazione
- Rossana Casale – voce
- Luigi Bonafede – batteria
- Riccardo Zegna – pianoforte
- Carlo Milanese – batteria
- Andrea Pozza – pianoforte
- Sandro Gibellini – chitarra
- Luciano Milanese – contrabbasso
- Bruno Briscik – violoncello
- Marco Tamburini – tromba
- Carlo Atti – sax